# Rock gotycki
Niektóre z zamieszczonych tu informacji wymagają weryfikacji.
Dokładniejsze informacje o tym, co należy poprawić, być może znajdują się w dyskusji tego artykułu.
 Po wyeliminowaniu niedoskonałości należy usunąć szablon [[Szablon:Dopracować|]] z tego artykułu.
Gothic rock (lub gotycki rock) – gatunek w muzyce rockowej charakteryzujący się melodyjnymi, zazwyczaj prostymi utworami utrzymanymi w molowej tonacji, w niektórych przypadkach sięgający do muzyki operowej, depresyjnym klimatem, tekstami o treści egzystencjalnej, często nawiązującymi do legend, mitologii germańskiej i słowiańskiej, powieści i filmów grozy. Pokrewne mu są takie gatunki jak cold wave, dark wave, post-punk, neofolk a także rock progresywny czy industrial i noise. Nazwa gatunku pochodzi od powieści gotyckiej XIX wieku, a pośrednio od średniowiecznego stylu gotyckiego w architekturze.
Treści w utworach gotycko rockowych nawiązują często do znanych lub legendarnych postaci związanych z takimi tematami jak śmierć, cierpienie i samotność. Są to m.in. Elżbieta Batory, Béla Lugosi, Vlad Dracula. Teksty także często związane są likantropią przez co odwołują się do motywów popkultury bazującej na znamiennej w średniowieczu i romantyzmie mitologii słowiańskiej.
Po raz pierwszy określenia „rock gotycki” użyto w stosunku do zespołu Procol Harum, którego muzyka nosiła wyraźne wpływy muzyki dawnej. Jednakże za prekursorów właściwego rocka gotyckiego uważa się zespoły Siouxsie and the Banshees, Joy Division, Bauhaus oraz The Cure. Drugim źródłem gotyku był death rock, muzyka rozwijająca się równolegle, choć całkowicie niezależnie w Kalifornii. Głównym przedstawicielem tego amerykańskiego nurtu był Christian Death.

## Festiwale gotyckie
- Wave-Gotik-Treffen
- Castle Party
- M’era Luna
- Amphi Festival